# Nyamikungu (vattendrag i Rutana)
Nyamikungu är ett vattendrag i Burundi.   Det ligger i provinsen Rutana, i den centrala delen av landet, 110 km öster om huvudstaden Bujumbura.
Omgivningarna runt Nyamikungu är huvudsakligen savann. Runt Nyamikungu är det ganska tätbefolkat, med 100 invånare per kvadratkilometer.